# Phallusiella psalliota
Phallusiella psalliota is een eenoogkreeftjessoort uit de familie van de Herpyllobiidae. De wetenschappelijke naam van de soort is voor het eerst geldig gepubliceerd in 1926 door Leigh-Sharpe.